# Phragmatobia zoraida
Phragmatobia zoraida är en fjärilsart som beskrevs av Grasler 1836. Phragmatobia zoraida ingår i släktet Phragmatobia och familjen björnspinnare. Inga underarter finns listade i Catalogue of Life.